# Fallen (альбом Fields of the Nephilim)
Fallen — четвертий студійний альбом англійської групи Fields of the Nephilim, який вийшов 8 жовтня 2002 року.

## Композиції
1. Dead to the World – 3:57
2. From the Fire – 5:53
3. Thirst – 2:36
4. Darkcell A.D. – 3:52
5. Subsanity – 4:32
6. Hollow Doll – 4:48
7. Fallen – 3:51
8. Deeper – 3:54
9. Premonition – 1:42
10. One More Nightmare (trees come down A.D.) – 5:12

## Учасники запису
- Карл МакКой — вокал
- Пол Райт — гітара
- Тоні Петтіт — басс
- Пітер Єйтс — гітара
- Олександр Райт — ударні